# MAS 38
A MAS 38 egy francia géppisztoly volt, melyet a második világháború kitörése előtt terveztek, majd a francia és német katonák használtak.

## Történet
A Pistolet Mitrailleur MAS modèle 38 (MAS Minta 38 Géppisztoly) géppisztolyt a MAS 35 kísérleti fegyverből fejlesztették ki, amely az STA 1922 és a MAS 1924 9 mm-es géppisztolyokból származott, melyeket közvetlenül az első világháború után gyártottak. A fegyver kifejlesztése előtt Franciaország különféle német és svájci gyártmányú géppisztolyokat használt.
A Manufacture d'Armes de Saint-Étienne vagy MAS (Saint-Étienne-i Fegyvergyár), egy francia fegyverszállító cég volt, amely különféle lőfegyvereket gyártott a francia hadsereg számára, beleértve a MAS 36 puskát, a MAS 49 öntöltő puskát és a FAMAS gépkarabélyt. Napjainkban a Nexter része. A francia hadügyminisztérium jóváhagyta a MAS 38 gyártását 1938-ban, de a gyártás 1939-ig nem vette kezdetét. Eredetileg a fegyvert a Garde Nationale (Nemzeti Gárda) számára rendszeresítették, és nem a francia hadsereg számára.
A MAS 38 a 7,65×20 mm Longue lőszert tüzelte, habár a .30 Pederson töltényre hasonlít, mégsem egy pontos másolat. A 7,65 Longue lőszer néhány mm-rel hosszabb, mint a vetélytárs. Ezt a lőszertípust használták még az M1935 szolgálati pisztolyhoz is, így lehetőség nyílt minimális szabványosításra is, de az volt a hátránya, hogy a francia katonák nem tudták használni a zsákmányolt lőszert.
A gyártást 1946-ban fejezték be. A német megszállás előtt 1958 darab készült el, a további gyártási szám azonban ismeretlen. A francia rendőrség a második világháború után is használta a MAS 38 géppisztolyt, majd az 1950-es években lecserélték a MAT 49 géppisztolyokra.

## Leírás
A MAS 38 géppisztoly tömegzáras működtetésű, teljesen automata, és nyílt zárból tüzel.
A MAS 38 könnyen azonosítható a látszólag hajlított csőszerkezetéről. Ez amiatt van, hogy a tok és a puskaagy eltávolodik egymástól néhány fokkal a cső tengelyének közepén. Hogy a fegyvert kompakttá tegyék, a zár egy csőben siklik hátra, amely a puskaagyban fut keresztül. Egy természetes célzó pozíció biztosítása szempontjából a puskatusnak lejtenie kell, míg a tok egyenes marad. Ez szükségessé tette, hogy a zár egy bizonyos szögben elérje a závárzatot. A MAS 38 rendelkezett egy szokatlan biztonsági retesszel: a zárat le lehetett zárni az elsütőbillentyű előretolásával. Egy másik, értékes tulajdonsága, hogy a szétszerelése nem igényelt szerszámokat.
A MAS 38 kiváló minőségű fegyver, tömör acélból munkálták meg, mindössze néhány alkatrésze volt préselve. Kettős távolságmérővel látták el, melyet a tokba rejtettek, szükség esetén felpattintva lehetett használni.
A MAS 38 szokatlan megjelenése nem csökkenti a pontosságát, de a hozzá használt lőszer gyenge volt a német 9 mm-es szabvány pisztolylőszerrel összehasonlítva. Habár ez nem befolyásolta a franciaországi csata kimenetelét, a német hadsereg elfoglalta a MAS gyárat 1940-ben, nem sokkal azután, hogy a MAS 38 sorozatgyártása megkezdődött. A németek rendszerbe állították a fegyvert, mint szabványos helyettesítő fegyver, 7,65 mm MP722(f) megjelöléssel. A fegyver sorozatgyártását folytatták, és saját seregeiket szerelték fel vele, illetve került belőle a Vichy Franciaországhoz is.
1945 április 28-án olasz partizánok ezt a géppisztolyt használták Benito Mussolini olasz diktátor lelövésére.

## Fordítás
- Ez a szócikk részben vagy egészben  a   MAS-38 című angol Wikipédia-szócikk ezen változatának fordításán alapul.  Az eredeti cikk szerkesztőit annak laptörténete sorolja fel. Ez a jelzés csupán a megfogalmazás eredetét és a szerzői jogokat jelzi, nem szolgál a cikkben szereplő információk forrásmegjelöléseként.